# Age of Empires III
Age of Empires III (AOE III) је рачунарска игра коју је развила компанија Ensemble Studios, а издала Microsoft Game Studios. Ова игра, по жанру стратегија у реалном времену, у Северној Америци је издата 18. октобра 2005, а у Европи 5. новембра исте године. Представља трећи део серијала Age of Empires и наследника игре Age of Empires II: The Age of Kings. Игра приказује европску колонизацију Северне Америке, између 1500. и 1850. (у експанзији Age of Empires III: The War Chiefs дешавања у игри су продужена до 1876). Може се играти са 8 европских цивилизација.
Age of Empires III је донео неколико новина у серијалу, додатком концепта матичног града (енгл. Home City), који представља комбинацију стратегије у реалном времену и потезне стратегије. Издата су два проширења ове игре: Age of Empires III: The War Chiefs 17. октобра 2006, које уводи три северноамеричке индијанске цивилизације, и Age of Empires III: The Asian Dynasties, издато 27. октобра 2007. године са додатком три азијске цивилизације.
Age of Empires III је продата у укупно два милиона примерака до маја 2008. Такође је добила бројне награде, укључујући и награду GameSpy за „најбољу стратегију у реалном времену 2005. године“ и за најпродаванију игру 2005. године. Била је седма игра по броју продатих примерака 2007. године.
 је издао игру за Нокијину платформу N-Gage 28. априла 2009.

## Опис игре
Радња игре Age of Empires III смештена је већим делом у Нови свет у колонијалном добу, отприлике између 1492. и 1850. Као и у претходној игри, од играча се очекује да претвори свој народ од обичног села у велику државу, пролазећи кроз разна „доба“ технолошке развијености — од колоније, преко тврђаве, индустријског и царског до империјалног доба (енгл. Ages of: Colony, Fortress, Industrial, Imperial), и да притом порази свог противника. Постоје две главне гране играња: прва је економска, која се састоји од надоградње разних извора сировина и производње цивилних јединица за њихово сакупљање и градњу нових зграда, и војна, која се састоји од војних јединица за борбу против непријатеља.
Једну окршај игру (енгл. skirmish) играју два или више играча који се такмиче у развитку бољих зграда и јединица, како би евентуално један надвладао друге кроз борбу или приморавајући их на предају. Играч побеђује ако његове јединице и грађевине остану једине на мапи. Игра има и друге додатке; сваки играч може да има још врста војника, зграда или друге економске или војне бонусе које ће му помоћи у игри.
На располагању су три врсте игре: кампања са позадинском причом, појединачни двобој (игра у којој један играч игра против рачунара) и мрежна игра за више играча (у којој играч може да игра против других играча или да заједно играју против рачунара).

### Игра за више играча
Играчи се могу умрежити користећи Ensemble Studios Online (ESO), путем локалне мреже или интернета.
Age of Empires III нуди бесплатан кориснички рачун на ESO серверу. Слично Близардовом Battle.net-у, ESO омогућава мечеве у којима се играчи могу међусобно дописивати. Сваки купљени примерак игрице нуди један овакав налог. Занимљива предност ове игре је што играч не мора да почне игру испочетка или да посети неки сајт да би регистровао игру.
На ESO, играч може да оснује Матични град као и у режиму за једног играча и добије неке војне чинове после сваке победе. Како играч побеђује у игри, добија све више и више чинове, све док не достигне највиши чин — фелдмаршал. Овај систем је заснован на номиналној снази (енгл. Power Rating): свака активност у игри се награђује бодовима, али победа над играчима са бољим положајем доноси више бодова. Исто тако, бодови се губе ако играч почиње више да губи него што побеђује и евентуално губи свој ранг.
Играч може користити брзо претраживање (енгл. Quick Search), ако жели да се брзо укључи у некој игри и добиће противника са мањим или релативно вишим или потпуно истим рангом.

## Начин игре
Играч почиње са градским центром или досељеничким колима, са једним истраживачем и неколико досељеника. Тачна позиција непријатеља, неутралних страна или домородачких племена је непозната тј. неистражена. Ако је у игри и саиграч, онда се поглед дели, тј. играч види исто што и његов саиграч. Играчи истражују мапу и почињу да сакупљају храну, новац или дрва, који се троше кроз градњу зграда, тренирање војних јединица или досељеника и унапређивање технологије. Потези попут произвођења јединица, конструисања зграда, убијања непријатељских јединица итд. дају играчу бодове за искуство. Ови бодови се троше како би се могли искористити бонуси из Матичног града. Под тим се подразумевају јединице, надоградње или сировине. Игра се игра као било која стратегија у реалном времену тј. све док једна страна не надвлада. Играч побеђује кад се униште све непријатељске јединице и зграде.

### Доба
Као и у многим стратешким играма, и у овој игри играч може да прође у наредну технолошку фазу, која даје боље јединице и зграде. У игри се ово зове „доба“ и оно представља историјски период. Постоје следећа доба: доба открића (енгл. Discovery Age), које представља период кад су Европљани открили Америку и даје играчу могућност да развија технологију; колонијално доба, које представља европско истраживање Новог света и додаје могућност да се тренирају ране војне јединице; доба тврђава (енгл. Fortress Age), које представља доба утврђивања европских колонија, додаје могућност прављења тврђава и даје комплетнију војску; и индустријско доба, које омогућава јачу економију због бољих зграда за прикупљање сировина и даје бољу артиљерију.
Империјално доба (енгл. Imperial Age) откључава све јединице и зграде и даје играчу могућност да два пута шаље јединице и храну из Матичног града. Сва унапређивања у нова доба плаћају се новцем, осим преласка у колонијално доба, које захтева само храну. Трошкови преласка у ново доба зависе од доба, али не и од цивилизације.
Слично систему унапређивања у игри Age of Mythology, Age of Empires III користи политички систем (енгл. Politician System) за добијање бонуса приликом уласка у ново доба. Када играч одлучи да пређе у ново доба, даје му се избор од три политичара, који дају различите бонусе. Политичари обично дају бонусе у природним сировинама или војсци.

### Цивилизације
даје могућност играчу да управља са осам различитих цивилизација: Шпанија, Велика Британија, Француска, Португал, Холандија, Русија, Пруска и Османско царство; свака са својим предностима и манама. Свака нација има своје специјалне јединице. Специјалне јединице укључују Националну гарду, која постаје најјача јединица после унапређивања у Империјално доба, али су веома скупа. Играч може да промени име своме Матичном граду, Истраживачево име и добија да управља једним периодом у име својих владара (као на пример Наполеон Бонапарта за Французе или Сулејман Величанствени за Турке ). Свака цивилизација може да призове специјалне испоруке које су јединствене само за њих (нпр. само Немци могу да призову плаћенике у колонијалном добу).
| Застава                     | Цивилизација                          | Личност                | Главни бонус |
| --------------------------- | ------------------------------------- | ---------------------- | --- |
| Шпанија                     | Шпанци, Шпанија                       | Краљица Изабела I       | Шпанци имају веома добру пешадију и коњицу, веома су флексибилни на почетку игре због брзе испоруке из Матичног града. Шпански истраживач може да тренира ратне псе када се достигне Доба открића. Њихове специјалне јединице су роделеро, лансер, мисионар, еспада, гарочиста и терсио пајкмен. |
| Краљевство Велика Британија | Британци, Краљевство Велика Британија | Елизабета I             | Британци граде виле, које су 35% скупље од обичне куће, али се добијају бесплатни колонисти после конструисања. Ово убрзава њихову рану игру и сакупљање сировина. Њихова војска је најјача у каснијим фазама игре, али имају најјачу економију на почетку игре. Њихове јединствене јединице су Велшки стрелац који има највећи радијус за напад у игри, Конгривова ракета, црвени мундири, краљевска гарда и хусари. |
| Краљевина Француска         | Французи, Француска                   | Наполеон Бонапарта     | Французи тренирају веома јаке колонисте који се могу касније трансформисати у војнике (због револуције у периоду владања Наполеона). Ова цивилизација има многе домородачке јединице које се могу доставити, зато што су за разлику од Британаца склопили савез са Индијанцима у својој историји. Французи тренирају најјачу коњицу у игри, кирасире, жандарме и Волтере. |
| Португалија                 | Португалци, Португал                  | Хенрик Морепловац      | Португалци добијају бесплатна запрежна кола после сваког новог доба у које уђу. Ова кола могу направити бесплатни градски центар. Ова цивилизација има додатне истраживачке могућности, као што је могућност призивања додатног истраживача из градског центра и шпијунско стакло (енгл. spyglass) коју играч може активирати да би открио део мапе. Имају избалансирану војску, коју подржава јака морнарица. Њихове јединствене јединице су касадор (енгл. Cassador), органске ракете (енгл. Organ gun), жинет драгуни (енгл. Jinete Dragoon) и жореро мускетари (енгл. ).                                                                                                  |
| Холандија                   | Холанђани, Холандија                  | Морис Орански          | Холанђани тренирају своје колонисте уз помоћ злата уместо хране, па од почетка игре зависе од ове сировине. Ова мана је умањена тиме што Холанђани могу изградити банке, зграде које бесплатно дају новац, и које су јединствене за ову цивилизацију. Њихове јединствене јединице су изасланик (енгл. Envoy), ритер (енгл. Ruyter), хелебарда (енгл. Halberdier), Ритер са карабином и брод Флоет (енгл. ). |
| Руска Империја              | Руси, Руска Империја                  | Иван Грозни            | Руси тренирају многобројне јединице у групама, убрзавајући своју продуктивност још на почетку игре. Тиме добијају шансу да надвладају свог непријатеља још на почетку, што им даје предност у тој фази. Њихове јединице су веома јефтине и скоро тренутно се тренирају. Њихове јединствене јединице су стрелци, козаци, опричници, татарски стрелци и гренадири. Касније у игри могу веома брзо правити тврђаве. |
| Краљевина Пруска            | Немци, Пруска                         | Фридрих Велики         | Немци представљају све централноевропске државе и игру започињу са једним досељеничким колима уместо са Градским центром и досељеницима. Немачки Матични град једино шаље досељеничка кола која имају ефекат као двојица колониста. Њихова војска се развија равномерно зато што су им дати улани као бонус за сваку испоруку. Такође, Немци могу призвати плаћенике пре било које цивилизације. Њихове јединствене јединице су: допелзелднер ( ), улани, борна кола (енгл. War Wagon) и досељеничка кола (енгл. Settler Wagon). Немци су бољи у каснијој игри, јер се због досељеничких кола и бољих колониста веома брзо развијају.                        |
| Османско царство            | Турци, Османско царство               | Сулејман Величанствени | Турска економија је слаба, али константна, због чињенице да се колонисти аутоматски тренирају и уопште не коштају. Османска војска се углавном ослања на артиљерију, многе артиљеријске јединице су јединствене као што је Велики турски бомбардер - најјача артиљеријска јединица у игри. Османлијама недостаје лака пешадија: једину јединицу коју могу да тренирају су јањичари, мало јаче јединице од мускетара. Поред јањичара и бомбардера јединствене јединице су Абус топ (енгл. Abus Gun), спахије (енгл. Sipahi), галије (енгл. Galley), имами (енгл. Imam) и спахија хусар. Турци су специјализовани за почетак игре због своје стабилне економије. |

Има и других цивилизација које се играју путем кампање - Витезови светог Јована, плаћеници Џона Блека и Фалконска Железничка компанија (САД) Ове цивилизације се играју на потпуно исти начин, али са малим изменама. Цивилизације из кампање које се не могу играти су пирати, Круг Осуса (енгл. Circle of Ossus) и Индијанци, мада се они могу играти преко преправљача за сценарио.
Има 12 различитих племена, али нису свака за себе играјућа фракција. Али играчи могу формирати алијансе тако што направе трговачку станицу (енгл. trading post). То су: Астеци, Карибљани, Чироки, Команчи, Кри, Инке, Ирокези, Лакоте, Маје, Нотке, Семињоли и Тупи.
Три племена се могу играти у проширењу Age of Empires III: The War Chiefs: Ирокези, Сијукси и Астеци. Ове цивилизације су уклоњене из игре и њихови кампови су замењени племенима Хјурон, Шајени и Запотек.

### Матични град
је прва игра која уводи концепт „Матичног града“.
Матични град функционише скоро исто као и други играчеви градови, али за разлику од града на мапи он није активан у игри. Не може бити нападнут и уништен, мада постоји моћ која се добија уласком у Империјално доба звана Блокада (енгл. Blockade), која спречава играча да добија испоруке из Матичног града. Слично као у потезним играма може бити надограђен између игре и да тако остане готово заувек, све док га играч не избрише из играчког менија.
Може се направити више од једног Матичног града, али он само подржава једну цивилизацију засебно.
У матичном граду постоје три зграде које се могу надограђивати како би се побољшале испоруке играчу током игре. Зграде су: Компанија за трговину са Новим светом (енгл. The New World Trading Company), војна академија (енгл. the Military Academy), катедрала (енгл. the Cathedral), мануфактурна фабрика (енгл. the Manufacturing Plant) и лука (енгл. the Harbor).
Играч може да отвори екран свог „матичног града“ тако што у самој игрици у доњем левом углу притисне своју националну заставу. Међутим, он не може да мења одабир карата, већа да користи карте које је спремио пре игре.
Током игре играч добија искуство (енгл. XP или experience) за акције које извршава током игре као што је: тренирање јединица, убијање противника или конструисање зграда. Када год добије одређену количину ових поена играч може да призове из Матичног града одговарајуће испоруке. Време испорука се успорава током игре, због све већег броја поена који треба да се има како би се испорука призвала. Такође све искуство се сакупља у Матичном граду како би град могао да се унапреди на већи ниво и како би се унапредиле карте.
Играч може да са картама прави различите комбинације: „бум“ (економска комбинација), „раш“ (војна комбинација) или „туртл“ (одбрамбене комбинације). Првих неколико карата је аутоматски додато у играчев шпил. Током игре, када играч добије још карата, он може мењати свој шпил додајући нове или одузимајући старе. У матичном граду увек постоје најмање два шпила како би, кад се један шпил потроши, други могао да га замени. Ово даје могућност играчу да прави много различитих шпилова за различите мапе. Сваки шпил подржава 20 карата.
Сваки Матични град може мењати свој изглед, али без утицаја на игру. Када мења изглед граду, играч може да добије сасвим јединствене личности које се не могу играти на мапи (пример: музичар или проститутка), може да мења боје града или да поставља различите објекте или декорације широм града. Играч добија опцију преправљање (енгл. customization) када год пређе на нови ниво.

### Јединице
Јединице у игри су засноване (као и код претходника) на јединицама из историјског периода сваке цивилизације. Играч контролише разноврсне цивилне и војне јединице, користећи их да прошири своју цивилизацију, као и да води рат са својим противницима.
Основна јединица је „колониста“ (енгл. Settler). Ова цивилна јединица служи да би се сакупљале сировине (током лова, гајењем стоке, сечењем дрвећа, копањем руда и сакупљањем са фарми и плантажа) и конструишући зграде, како би побољшали економију цивилизације.
Војне јединице се користе како би се играч борио са противником. Пешадија је најјефтинија и може се само кретати на копну, користећи оружје за гађање од обичне батине до ранијих пушкама. Тешка артиљерија такође користи оружје за гађање, највише топове и минобацаче; међутим такође постоји артиљерија наоружана гранатама. Постоји и коњица, која је наоружана хладним оружјем као што је мач или ватреним оружјем као што су пиштољи. Јединице наоружане ватреним оружјем наносе бонус штету истим јединицама наоружаним хладним оружјем.
Нова јединица је „истраживач“ (енгл. Explorer), који обично служи да истражи непознато подручје. Способан је и да направи трговачке радње (енгл. Trading Posts) и има специјалан напад. Ова јединица не може бити убијена већ може бити рањена и остаје непомична на месту где га је непријатељ ранио. Поново постају активни када се у близини нађе нека играчева или пријатељска јединица, а може бити и отплаћен, тј. може постати активан у градском центру. Неке испоруке могу побољшати способности истраживача, као на пример пас који помаже истраживачу у борби.
Бродови су доступни само на неким мапама; ова војна класа користи топове и запаљене стреле у борби. Неке јединице које се крећу по води имају способност да скупљају сировине, као што су храна или новац, док остале могу да превозе јединице. Неки типови могу да производе копнене јединице, ако се налазе уз копно.
Плаћеници такође могу помоћи играчу у кампањи. Плаћеници се не тренирају као обичне јединице; већина њих се испоручује из Матичног града, и плаћају се великим количинама злата (новцем; осим турских спахија који се плаћају храном), тако да их могу призивати само економско јаки играчи. Већина је јака, али када се призову они не доносе искуство, тако да плаћеници не могу квалитетно заменити стандардну војску, али могу угрозити економију ако се лоше употребљавају.
У већини случајева Индијанци се налазе на мапи и могу да тренирају своје сопствене јединице, али само ако играч са њима формира алијансу. Већина њих има хладно оружје за борбу прса у прса, али неки имају и оружје дугог домета као што су лук и стрела. Могу наћи и Индијанци са пушкама, али их има врло мало. Ове јединице су веома јаке када се користе против коњаника, али и они имају своју лаку коњицу која обично служи да одвраћа пажњу непријатељу, док се играч концентрише на друге ствари. Индијанци такође имају у кануе који се тренирају у играчевој луци кад се формира савез. Французи имају специјалну зграду која се користи да би побољшала однос са Индијанцима.
Балон се користи за истраживање подручја, може се једино призвати из Матичног града или да буде трениран од стране истраживача. Балони се могу правити колико год је потребно, али постоји тајмер који одређује колико времена треба да би се могао направити нови балон. Када се балон унапреди не може може се призвати више од једног балона, али зато балон нема тајмер.
Број јединица које је могуће тренирати је одређен „популацијским лимитом“ (енгл. population limit), као и код свих стратегија. Свака нова јединица повећава број јединица које играч тренутно поседује, све док не достигне максимум од 200. Обичне јединице као што су колонисти заузимају 1 поен, али друге укључујући и коњицу могу коштати 2 поена. Мало јаче јединице, посебно артиљерија или плаћеничка коњица може коштати и до 7 поена. Нативни ратници, балони или сличне јединице не заузимају ниједан поен, али имају број који се може највише направити, терајући играча да истренира одређени део јединица за одређено време.
Коњица и пешадија не нападају бродове копљима, пиштољима или пушкама, већ користе запаљене стреле или бакље .

## Кампања
Кампања је заснована на причи и састоји се од низа сценарија који играчу дају задатке, као што је уништавање одређене зграде исл. У Age of Empires III, кампања прати измишљену породицу Блек (енгл. Black family) у серијалу од три чина, а сваки чин представља једну генерацију породице Блек.
Уместо да игра као једна стандардна цивилизација, играч узима специјалну цивилизацију која је директно повезана са периодом у којој личност из игре живи.
| Чин   | Име | Опис |
| ----- | --- | ---- |
| Крв   | Први чин је смештен у касни 16. век, где играч преузима улогу Моргана Блека – витеза светог Јована – у одбрани последње тврђаве на Малти од Сахина „Сокола“ и турске војске (говори се о Великој опсади Малте). Играч мора да упали сигналну ватру да би призвао коњицу предвођену Моргановим вођом Аленом Магнаном (Жан де ла Валет), који наноси пораз Турцима. Морган и Ален протерују Турке из Малте и када покушају да детонирају Турску барутану откривају камен који је кључ за откривање Месечевог језера (енгл. Lake of the Moon) и тајно друштво Круг Осуса (енгл. Circle of Ossus) који тражи ово језеро. Морган потом плови у Нови Свет, али стиже на Кубу после напада пирата. Они налазе поморске карте и стижу у Јукатан. Тамо уништавају Османску базу, али шпански командант Франциско Хуан Делгадо де Леон заробљава Сахина и још неке Турке. Морган наноси пораз Шпанцима који нападају Астеке. Онда он плови ка Флориди, али завршава у Хавани због олује. Мора да добије поштовање Лизи, вође пирата, што је и урадио. Делгадо и његова војска су поражени и протерани из Мексика. Сахин је ослобођен, али га је ухватио Морган. Морган заузима шпанске бродове пуне блага и после тога Сахин прелази на његову страну, говорећи му да је Месечево језеро у ствари Фонтана младости. Ален наређује да Морган убије Сахина, али Лизи и Сахин убеђују Моргана да Сахин није део Круга. Због тога они одлучују да униште фонтану како би зауставили да Круг завлада Новим Светом. Када стижу до језера они наилазе на Непокретни топ (енгл. Fixed Gun). Користећи топ и Лизијеве запаљене бродове, уништавају фонтану. Ален Магнан креће у контранапад, али је убијен током битке. Сахин се враћа у своју земљу, а Лизи се враћа на Карибе (међутим нагађа се да се вратила Моргану неколико година касније). Морган је последњи пут виђен на обалама језера. Размишља о томе да ли да попије последњу количину воде из фонтане (такође се појављује један врло сличан човек у Трећем акту који личи на Моргана и који прича о Кругу, и такође када се прави сценарио и када се током игре селектује старчев портрет је скоро исти као и Морганов. Носе чак и исти оклоп). Током првог чина играч узима контролу над Темпларима, која је веома слична шпанској цивилизацији (иако је у ствари Малтешка). Многе Шпанске колоније се виде током овог чина. |      |
| Лед   | Године 1757, Морганов праунук, Џон Блек, и његов пријатељ Индијанац Канјаке су на путу за Брунсвик, енглеску колонију под командом Џоновог ујака Стјуарта, којем је потребна помоћ. После борбе против племена Чироки и уништавања неких њихових ратних кампова, покушавају да склопе са њима мир, али су нападнути из заседе. После борбе, када се враћају у колонију нападнути су од британских војника који су заузели град. Док се спремају за контранапад, Џон открива да му је ујак Сјуарт киднапован. Џон закључује да се Круг Осуса вратио. Канјаке схвата да је његова сестра, Нонјаке, такође у опасности. После спашавања Ирикваја од Британаца у Новој Енглеској, Канјаке постаје изненађен када сазна да су Џон и његова сестра тајно заљубљени. Касније, он одобрава њихову везу. Боре се за Француску у Седмогодишњем рату. Када му Џорџ Вашингтон каже да је Варвик одметник, Џон одлучује да га ухвати за Британце. Џон води своје плаћенике и Вашингтонове војнике да уништи Варвика код Великих језера. Варвик, вођа Круга због убиства Стјуарта (како касније открива Џон) бежи у западне планине. Џон и Канјаке га у стопу прате, успут зарађујући поштовање племена Индијанаца из Великих равница, и потом уништавају утврђену базу круга у планинама. Онда откривају да су Варвик и његови војници отишли још западније, да би се састали са руском војском. Они откривају да Варвик жели да Руси заузму колоније док траје рат између Британаца и Француза. Уз помоћ неких рудара, они успевају да затворе пролазе, тиме спречивши пролазах руских топова. На крају Џон је приказан како поставља динамит. Варвик и неколико војника Круга му прилазе. Варвик покушава да га убије тако што наређује војницима да пуцају у њега, Џон избегава метке, трчи до пушке и пуца у буре са барутом и динамитом, уништавајући природни мост, дижући себе у ваздух, војнике, Варвика и изазивајући велику лавину. Лавина закопава Русе. Канјаке се враћа у своје село где сазнаје да је његова сестра родила Џоновог сина Натанијела. Током другог чина играч узима улогу цивилизације зване Џонови плаћеници, која је моделирана између Француске и Немачке цивилизације. Француска способност за трговину је градила јаку економију, а Немачки плаћеници су градили јаку војску. |      |
| Челик | Нарација се пребацује у 1817. годину на Амелију Блек, праунуку Џона Блека и власницу железничке компаније „Соко” (енгл. The Falcon Company, вероватно названу по Сахину), која гради пруге широм Сједињених Америчких Држава. Новац који је породица Блек добила од Француза и Американаца због његове жртве полако је потрошен. Француски истраживач Пјер Беамонт помаже мајору Куперу, сувласнику компаније, да порази Мексичку армију, која је нападала тврђаву у којој се гради пруга. Беамонт их одводи у северне руднике, када изненађујућа посета Канјакеа открива да је Беамонт вођа Круга Осуса. Амелија, Купер и Канјаке јуре Беамонта широм рудника, где на крају налазе мапу која води до Месечевог језера. Они започињу пут и стижу до мочваре која је била језеро. Затим уништавају базу Круга у мочвари. Купер се током битке пробија до Беамонта, а Беамонт наређује двојици вукова да га нападну. Купер пуца и убија једног, али други га убија. Амелија сада жели да освети Купера. Семиноли племе говори да постоји један Инка град у Пакамајо долини (енгл. Pacamayo Valley) где се налази неколико буради воде из фонтане. Они плове у Јужну Америку, где помажу Боливару да порази Шпанце, после тога прелазе Анде и тада откривају Инка град у Пакамајо долини. Онда бране град од Круга, тако што им уништавају базу која се налази у близини града. Али Беамонт бежи са неколико буради воде. Амелија и Канјаке се боре против круга у њиховој тврђави на Куби и после савеза са шпанском колонијом Хавана и чекања америчке морнарице, они са Непокретним топом уништавају Костурницу (енгл. Ossuary) која је главни штаб Круга. Амелија и Канјаке одлазе испод гребена, али убрзо угледају Беамонта на врху. Беамонт скаче одозго покушавајући да убоде Амелију, али га она избегава и заједно са Канјакеом бива оборена. Беамонт поново покушава да је убоде, али га она одбацује од себе. Када Беамонт покушава поново да је убоде, Амелија узима са земље пиштољ и убија Беамонта. Када касније открије благо које има Круг, она га користи, како би отплатила дугове своје компаније и наставља да гради пруге на западу. Током завршне теме, Амелији прилази старац који је раније представљен у кампањи. После разговора, он наглашава да је она успела да порази Круг за једну генерацију, тиме дајући играчима разлог да верују да је он заиста Морган Блек. Он је надживео живот просечне особе због тога што је пио воду из фонтане на крају првог чина. После тога Амелија га упита изненађено одакле то зна, а он јој одговара: „Немој да пропустиш свој воз“ и потом се удаљава. Током трећег чина играч преузима улогу америчке цивилизације која је слична британској. |      |

## Музика
Као и у претходним деловима серијала Age of Empires и Age of Mythology, и музику за Age of Empires III су компоновали Стефен Рипи и Кевин Мекмулан. Стефен Рипи, музичар и директор звука у Ensemble Studios, рекао је: „Age of Empires III је игра са епским елементима - покрива колонизацију Америке у периоду од 300 година, те треба да има епску музику. Коришћен је цео оркестар и хор, инспирација се извлачила из музике тог периода. Музика прати Моргана Блека и његове пратиоце у борби против Круга Осуса за упориште у Новом свету.“
Музичка листа садржи бонус DVD са звучним системом 5.1, а додато је и још пет нових песама, доводећи тако до укупног броја од 27 песама.
Листа песама је:
| Редни број | Име | Трајање |
| ---------- | --- | ------- |
| 1.         |     |         |
| 1:12       |     |         |
| 2.         |     |         |
| 0:55       |     |         |
| 3.         |     |         |
| 3:07       |     |         |
| 4.         |     |         |
| 2:48       |     |         |
| 5.         |     |         |
| 0:58       |     |         |
| 6.         |     |         |
| 1:12       |     |         |
| 7.         |     |         |
| 2:33       |     |         |
| 8.         |     |         |
| 0:53       |     |         |
| 9.         |     |         |
| 3:16       |     |         |
| 10.        |     |         |
| 1:05       |     |         |
| 11.        |     |         |
| 0:49       |     |         |
| 12.        |     |         |
| 2:47       |     |         |
| 13.        |     |         |
| 0:30       |     |         |
| 14.        |     |         |
| 3:17       |     |         |
| 15.        |     |         |
| 0:50       |     |         |
| 16         |     |         |
| 2:56       |     |         |
| 17.        |     |         |
| 0:42       |     |         |
| 18.        |     |         |
| 0:28       |     |         |
| 19.        |     |         |
| 2:50       |     |         |
| 20.        |     |         |
| 0:42       |     |         |
| 21.        |     |         |
| 2:56       |     |         |
| 22.        |     |         |
| 0:56       |     |         |
| 23.        |     |         |
| 0:39       |     |         |
| 24.        |     |         |
| 3:12       |     |         |
| 25.        |     |         |
| 1:06       |     |         |
| 26.        |     |         |
| 0:52       |     |         |
| 27.        | ()  | 3:25    |

## Развој

### Техничке карактеристике
је заснован на софтверском строју игре Age of Mythology. Једна од битнијих новина јесте Havok симулација њиховог middleware енџина за верзију за Microsoft Windows и слични PhysX енџин за Mac OS X верзију. Ово значи да свако уништавање зграде или сечење дрва неће бити пре тога анимацијом створено већ ће бити прорачунато од стране рачунара, што је свакако новитет у овом серијалу. Друга графичка новина јесте осветљење саме игре које је постигнуто Pixel shader програмом.

### Историја издања
После најаве игре 4. јануара 2005. године, демо верзија игрице је издата 7. септембра 2005. Састојала се од половичне игре представљајући нове додатке, као што су два сценарија из кампање, два сценарија из обичне игре (Нова Енглеска и Тексас) и могле су се играти две цивилизације (Британци и Шпанци) и различите модификације. Ажуриран демо игре је издат са изласком игре 22. септембра 2005. године.
Издањем игре 22. септембра 2005. године направљене су две едиције. Стандардна едиција је укључивала игру и упутство, поред ове направљена је и едиција за колекционаре која је укључивала: поклон кутију са додатком диска са песмама из игре, додатни документарни филм, књигу са тврдим повезима под именом Art of Empiresкоја садржи прављење 3Д графике из игре и садржи један DVD филм под именом Making of Age of Empires III.
Од првог издања игре издате су многе закрпе за багове и са неким новинама за играње.
 је издао експанзију игре под именом Age of Empires III: The War Chiefs 17. октобра 2006. Експанзија садржи три нове индијанске цивилизације које се у потпуности могу контролисати: Конфедерација Ирокеза (енгл. The Iroquois Confederation), Велика Сју нација (енгл. Great Sioux Nation) и Астеци. Нови додаци су додати за Европске цивилизације, мапе или сами начин игре (као на пример револуција у којој играч може да изазове револуцију у отаџбини и да започне активни војни удар у игри). Обе игре су доступне у златној едицији која је издата 23. октобра 2007.
Друга експанзија је Age of Empires III: The Asian Dynasties, која је била најављена 18. маја 2007. године. У њој се додају три нове цивилизације: Јапанци, Кинези и Индијци. It was released on October 23, 2007.
Mac OS X верзија игре је издата 13. новембра 2006. од стране MacSoft-а, а касније и експанзија 18. јуна, 2007.

## Критике и награде
| Оцене критичара |           |
| Критичари       | Резултат  |
|                 | 91%       |
|                 | 8.2 од 10 |
|                 | 5 од 5    |
|                 | 8.8 од 10 |
|                 | B-        |
|                 | 7 од 10   |
|                 | 9.5 од 10 |
| 1UP             | Б-        |
|                 | 8 од 10   |

Age of Empires III је добила добре критике одмах по издавању игре. Просечни скор игре је 86% и била је на 71 месту у листи најпопуларнијих персоналних игара, према Game Rankings. Age of Empires III је била осма најпродаванија игра у 2005. години, и преко два милиона копија је продато до маја 2007. године.  је рекао да је игра веома бриљантна и да ће дуго пунити џепове ауторима, а GameSpy је после тога рекао „да можда није толико померила границе стратегија, али је поставила високе стандарде који ће годинама трајати“.  је такође прокоментарисао игру говорећи „да је Age of Empires III је веома избалансирана и дотерана игра“ и да без обзира на неколико недостатака у интерфејсу, цео концепт игре је солидно одрађен. Game Revolution се жалио да је игра „детаљна као историјска књига и да је отприлике и толико и забавна“ GameZone се није слагао са тиме и кратко је прокоментарисао: „Ако купите ову игру нећете зажалити.“

### Графика
Графика игре је веома хваљена од стране критичара. У једном прегледу игре IGN је рекао: „После прегледа снимка из игре, наша вилица је дотакла под због количине детаља“ док је у њиховом прегледу, 1UP.com је описао игру следећим речима: „Једна од најлепших игара коју ћете убацити на ваш рачунар и нећете је уклањати у скоријој будућности.“  се сложио наводећи „да је графика игре је непревазиђена када су у питању стратегије.“  је такођео хвалио графику, али је такође имао и негативне коментаре; Рекли су: „Кад не би било неспретно понашање јединица...Age of Empires III би изгледала стварно невероватно.“ GameSpy је наградио игру наградом „Најбоља графика“. GameSpy ју је наградио наградом „Игра 2005. године“, наводећи да је графика на нивоу пуцачина из првог лица.

### Звук
Сам звук је добио подељене критике. GameZone је добро примио аудио, коментаришући: „Осетићете експлозију топовског ђулета, буку мускета коју праве током паљбе и уништавање зграде. Све звучи веома реалистично и веома оживљава игру.“ Eurogamer је кратко прокоментарисао звук: AoE3... звучи фантастично док је Game Revolution поменуо: Звук амбијента, музика и гласови одговарају сваком добу из игре. Међутим, IGN је био мање импресиониран, коменатаришући: „Довољно добро... али се не издваја.“

### Кампања
Критичари су такође имали подељена мишљења о кампањи. GameSpot је мислио да је кампања стандардна за све стратегијске игре, али се жалио да је имао веома лоше гласове ликова и веома мучне филмове између сценарија.  се сложио да кампања игре није револуционарна, али је мислио да су гласови одлични. IGN је похвалио причу из кампање: „Веома добро одрађена и даје играчу сврху да игра ову игру.“; такође су рекли да „је кампања од 24 мисије веома добро дизајнирана.“  је рекао да је кампањи недостајала оригиналност, зато што „је добро написана и лепо уклопљена, она нуди исте опције које су све стратегије нудиле годинама.“ Game Revolution није уопште волео кампању. Поредећи је са кампањом из Age of Empires II рекли су: „Прича је веома лоше замишљена, уместо приче о ропству, епидемијама и болестима које су карактеристичне за ово време, овде имамо једну слабашну кампању о породици којој је суђено да сачува „свети грал“ од сатанског култа.“

### Мултиплејер
III мултиплејер је веома хваљен, због концепта матични град. За мултиплејер GameZone је рекао: „Ова игра просто мора да има мултиплејер, а развојни тим је управо то обезбедио.“ „1UP“ је имао слични коментар: „Мултиплејер је веома добро уклопљен због дотераног интерфејса, могућност прављења кланова и бројних корисних додатака.“  је рекао: „Мултиплејер ће вас забавити чак и више од кампање.“ GameSpy је рекао за мултиплејер и концепт Матични град исто: „Један добар пратећи ефекат... је да, чак и кад вам је досадна кампања, у мултиплејеру ћете зарађивати много искуства... развијајући град.“ EuroGamer је међутим имао другачије мишљење: „Доста са поклонима!... Не би требало да ми допуштате да сваких пар минута идем у матични град како бих добио бесплатну јединицу или или неочекивану сировину. Ја нисам неко размажено дериште које треба да се потплаћује бескрајним ресурсима.“

### Награде
Игру је два пута наградио GameSpy 2005. године: „Стратегија године“ и „Најбоља графика“. Такође је добила Часну напомену за најбољу музику.  је веома добро оценио игру дајући јој 5 звезда у својој критици, највише обраћајући пажњу на графику и осећај који пружа при игрању више играча. GameSpy ју је назвао петом најбољом игром за 2005. годину, укључујући и оцену „изванредна“, коју је добила од магазина GameZone.